# エーレット級通報艦
| エーレット級通報艦                | エーレット級通報艦                                                                      |
| --------------------------------- | --------------------------------------------------------------------------------------- |
|                                   |                                                                                         |
| 艦級概観                          |                                                                                         |
| 艦種                              | 一等通報艦                                                                              |
| 艦名                              |                                                                                         |
| 前級                              | アラン級通報艦                                                                          |
| 次級                              | アンクル級通報艦                                                                        |
| 性能諸元（（）内は第2期グループ） |                                                                                         |
| 排水量                            | 常備：492トン 満載：-トン                                                               |
| 全長                              | 70.0m                                                                                   |
| 水線長                            | -m                                                                                      |
| 全幅                              | 8.31m                                                                                   |
| 吃水                              | 3.05m                                                                                   |
| 機関                              | ド・テンム式重油・石炭混焼水管缶2基 +パーソンズ式直結タービン2基2軸推進                 |
| 最大出力                          | 4,000hp                                                                                 |
| 最大速力                          | 20.0ノット                                                                              |
| 航続距離                          | 11ノット/4,000海里（重油：143トン）                                                     |
| 乗員                              | 107名                                                                                   |
| 兵装                              | カネー 1917年型 10cm（45口径）単装速射砲4基 カネー 1902年型 6.5m（50口径）単装速射砲2基 |

エーレット級通報艦（フランス語: Aviso colonial Classe Ailette）は、フランス海軍が第一次世界大戦前に建造した通報艦で同海軍では一等通報艦に類別していた。本級はフランスが世界中に持っていた植民地（フランス植民地帝国）や保護国を警備するために建造された艦級である。

## 概要
通報艦とは二通りあり、一つは艦隊に付随して敵艦隊の情報を艦隊に通信する艦隊通報艦が主流であったが、その役割は艦隊の前衛たる駆逐艦が担う事となり、もう一つは本国から海外領土や植民地への海路を警備し、現地での権益と治安を保護するための活動を行う植民地通報艦があり、イギリス海軍ではスループがその役割を担っていたがフランス海軍では独自に通報艦（Aviso）として整備し続けていた。
本級は1917年度海軍計画により2隻の建造が認められ竣工した。

## 艦形について
本級の船体は商船型船体で船体中央部の上部構造物の前側に艦橋が配置され両脇に船橋（ブリッジ）を持っており、船体中央部に1本煙突が立っていた。
あった。艦首と艦尾に6.5cm速射砲を防盾の付いた単装砲架で1基ずつ計2基、10cm速射砲を前後の甲板上に防盾の付いた単装砲架で2基ずつ計4基を配置した。

## 同型艦
- 「アンクル（Ancre）」

ブレスト海軍造船所にて1917年起工、1918年3月進水、1918年竣工。1941年10月30日にモロッコに売却。
- 「エスコー（Escaut）」

ブレスト海軍造船所にて1917年起工、1918年3月進水、1918年竣工。1934年に除籍後、解体。

## 参考図書
- 「世界の艦船増刊第17集　第2次大戦のフランス軍艦」（海人社）
- 「Conway All The World's Fightingships 1906–1921」（Conway）
- 「Conway All The World's Fightingships 1922-1946」（Conway）
- 「Jane's Fighting Ships Of World War I」（Jane）